# Лозница (город, Сербия)
Лозница (серб. Лозница) — город в Сербии, в Мачванском округе, центр общины Лозница.

## География
Город размещён на правом берегу реки Дрина, недалеко от границы с Боснией и Герцеговиной.

## Название
Изначально город назывался Лозица, что означает «маленькая лоза» в переводе с сербского языка.

## История
Первые следы человека на территории города относятся к неолитическому периоду Старчево-Кришской культуры приблизительно VI—V веков до н. э.
Первое упоминание названия Лозница встречаются в период правления Стефана Уроша II Милутина, когда недалеко от города в 1317 году был основан монастырь.
Согласно переписи 1533 года в Лознице было 37 домов, 26 из которых — мусульмане, остальные — христиане.
В 1600 году население Лозницы составляло 55 домов мусульман, и это поселение вошло в состав Боснийского пашалыка.
В XIX веке население Лозницы превысило 1000 человек. Началось развитие образования, торговли, построили первую больницу, также начали строительство промышленных объектов.
В начале XX века началось строительство железной дороги. К концу Первой мировой войны население составило около 5000 человек.
В период после Первой мировой войны экономика начала развиваться стремительно, однако рост был приостановлен Второй мировой войной.
В 2008 году в соответствии с законодательством Сербии Лозница получила статус города.

## Население
Согласно данным 2022 года численность населения самого города 19 515 человек, а включая все пригороды Лозницы — 72 062.

## Экономика
В Лознице расположены заводы по производству прицепов «ФАК Лозница».
Также в городе есть завод итальянского производителей женских чулок и нижнего белья «Golden Lady».
В Лознице есть производство текстиля.
Недалеко от города, в бассейне реки Ядар, месторождение лития (открыто в 2004 году, сдано менеджментом ЕС в концессию Rio Tinto).

## Спорт
В Лознице есть футбольный клуб «ФК Лозница».

## Города-побратимы
- Плоцк, Польша
- Иванич-Град, Хорватия

## Известные личности
- Анто Богичевич (ок. 1758—1813), воевода и участник Первого сербского восстания
- Вук Караджич (1787—1864), языковед
- Йован Цвиич (1865—1927), географ, этнограф и геолог
- Влада Зечевич (1903—1970), югославский политический и государственный деятель
- Мича Попович (1923—1996), художник, кинорежиссёр
- Милутин Попович Захар (1938), композитор
- Зоран Стефанович (1969), писатель, международный культурный активист
- Светлана Спаич (1971), народная певица

## Галерея

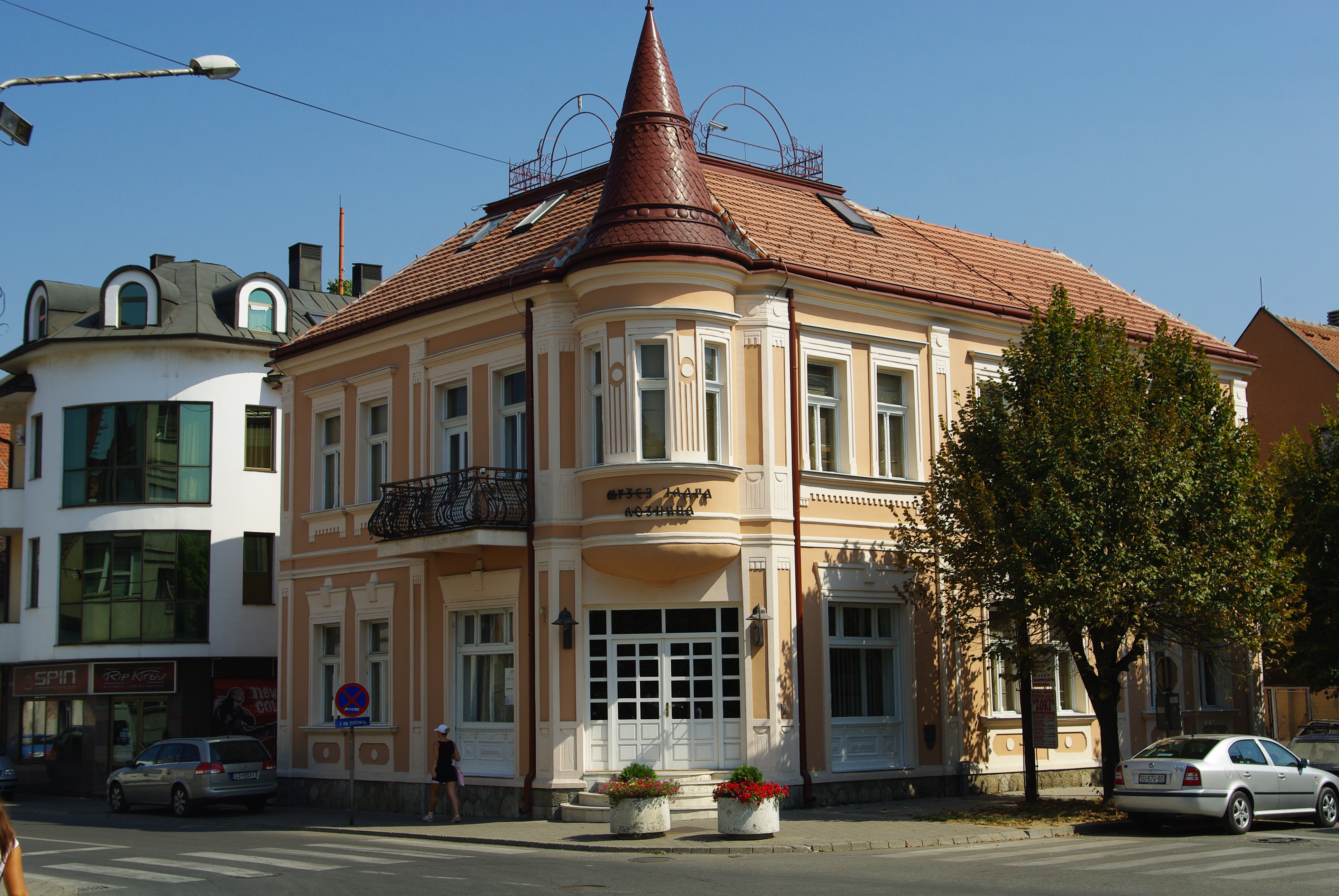
Музей Лозницы
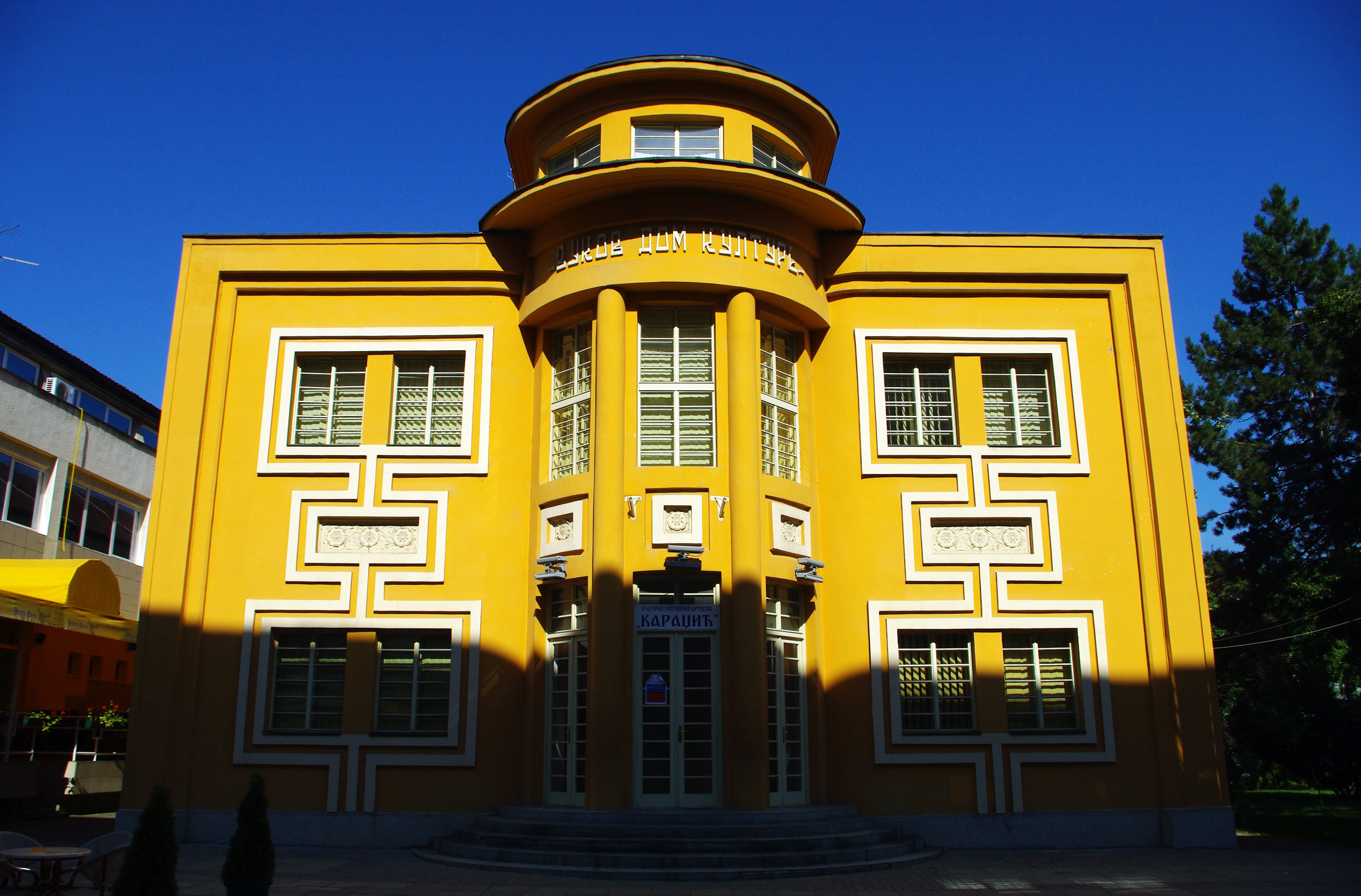
Вуков Дом
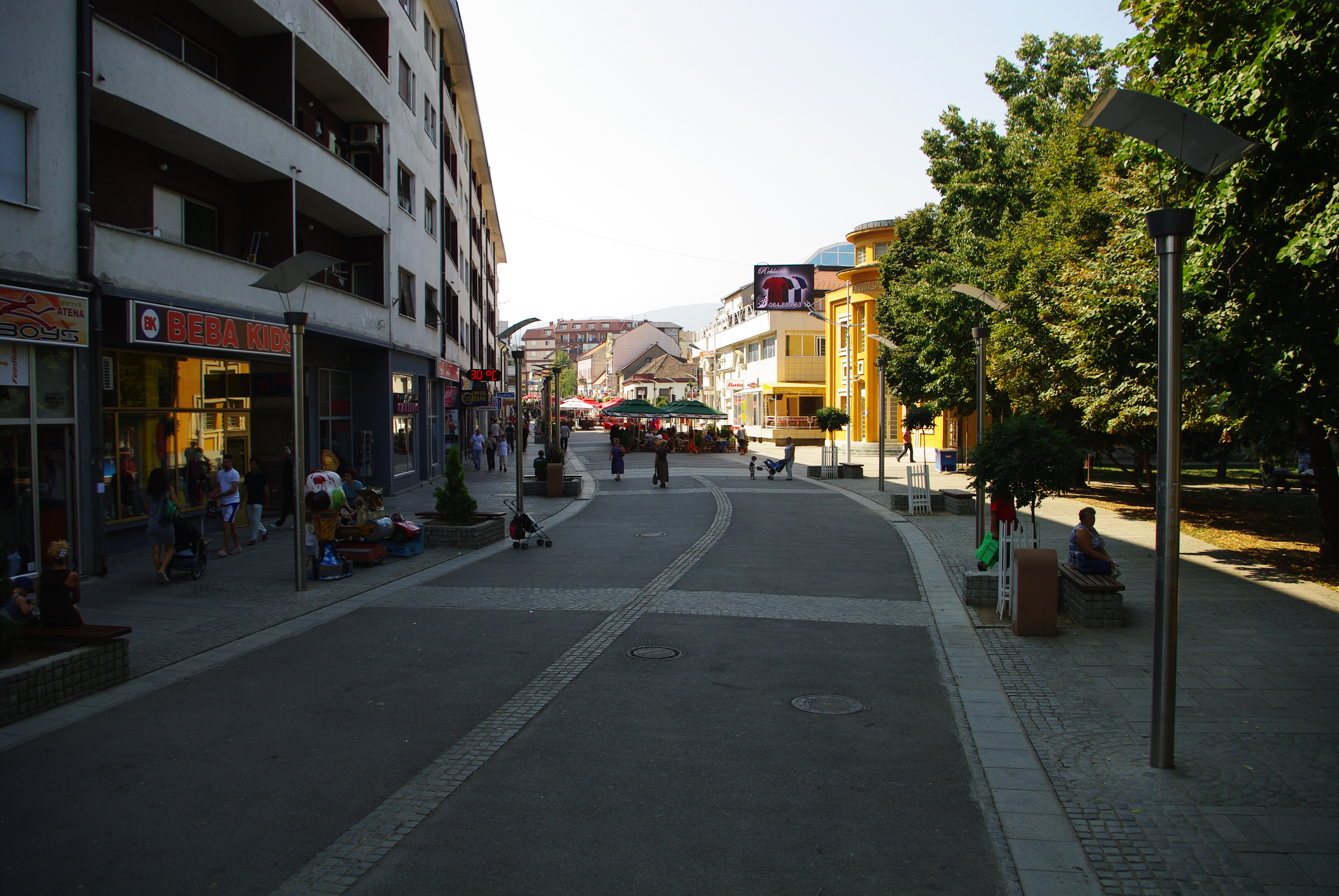
Улочка в Лознице
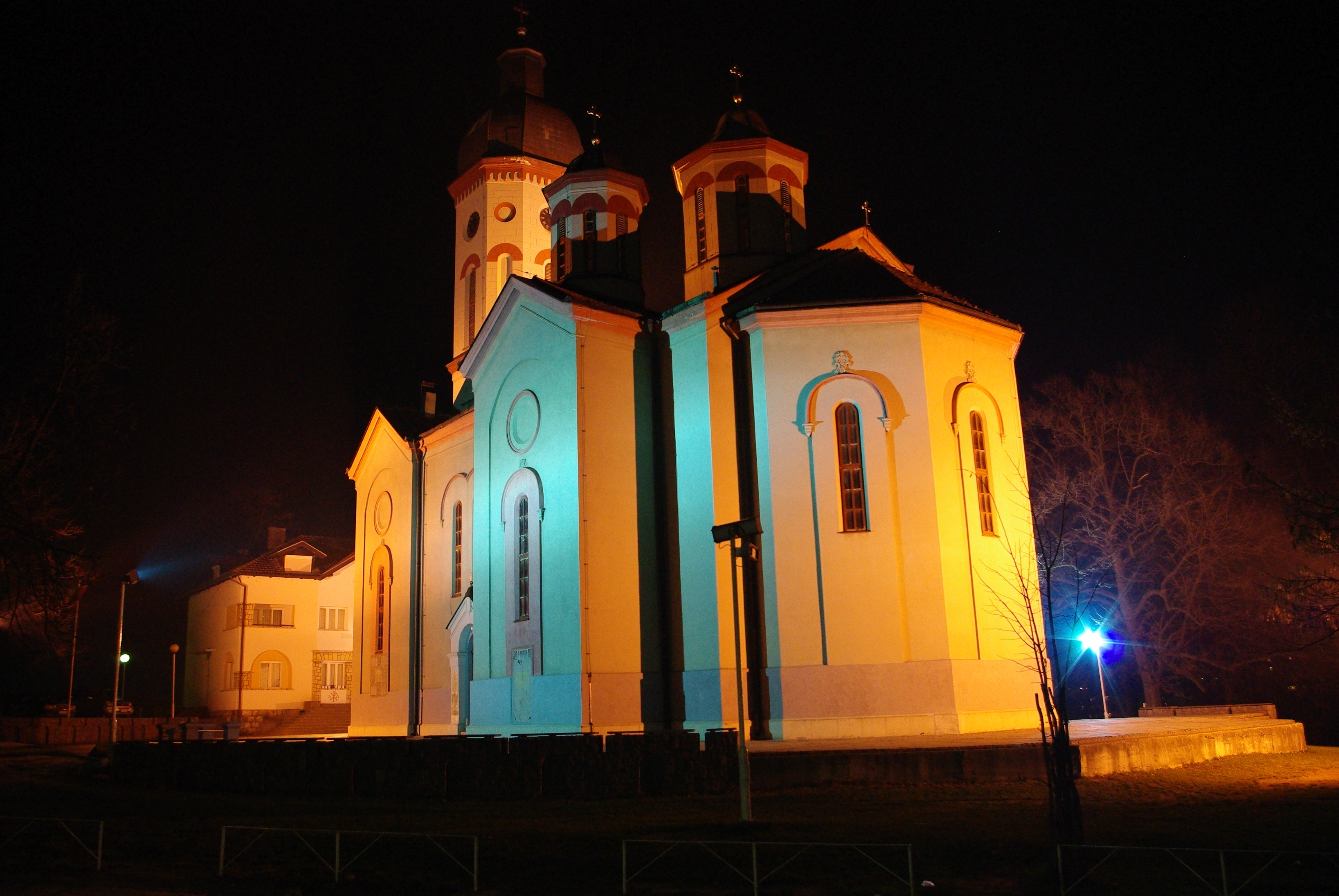
Церковь в Лознице
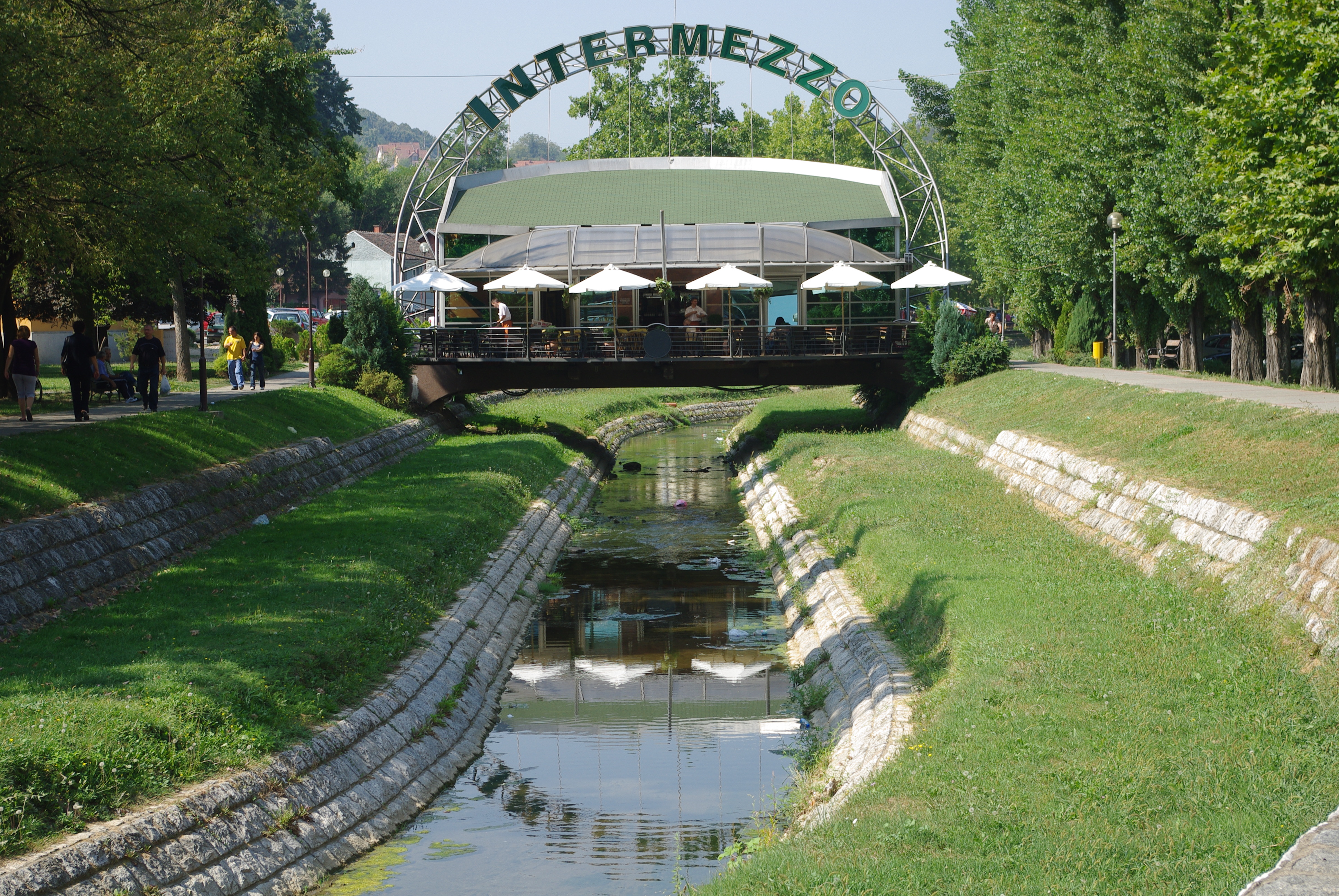
Ручеёк в Лознице
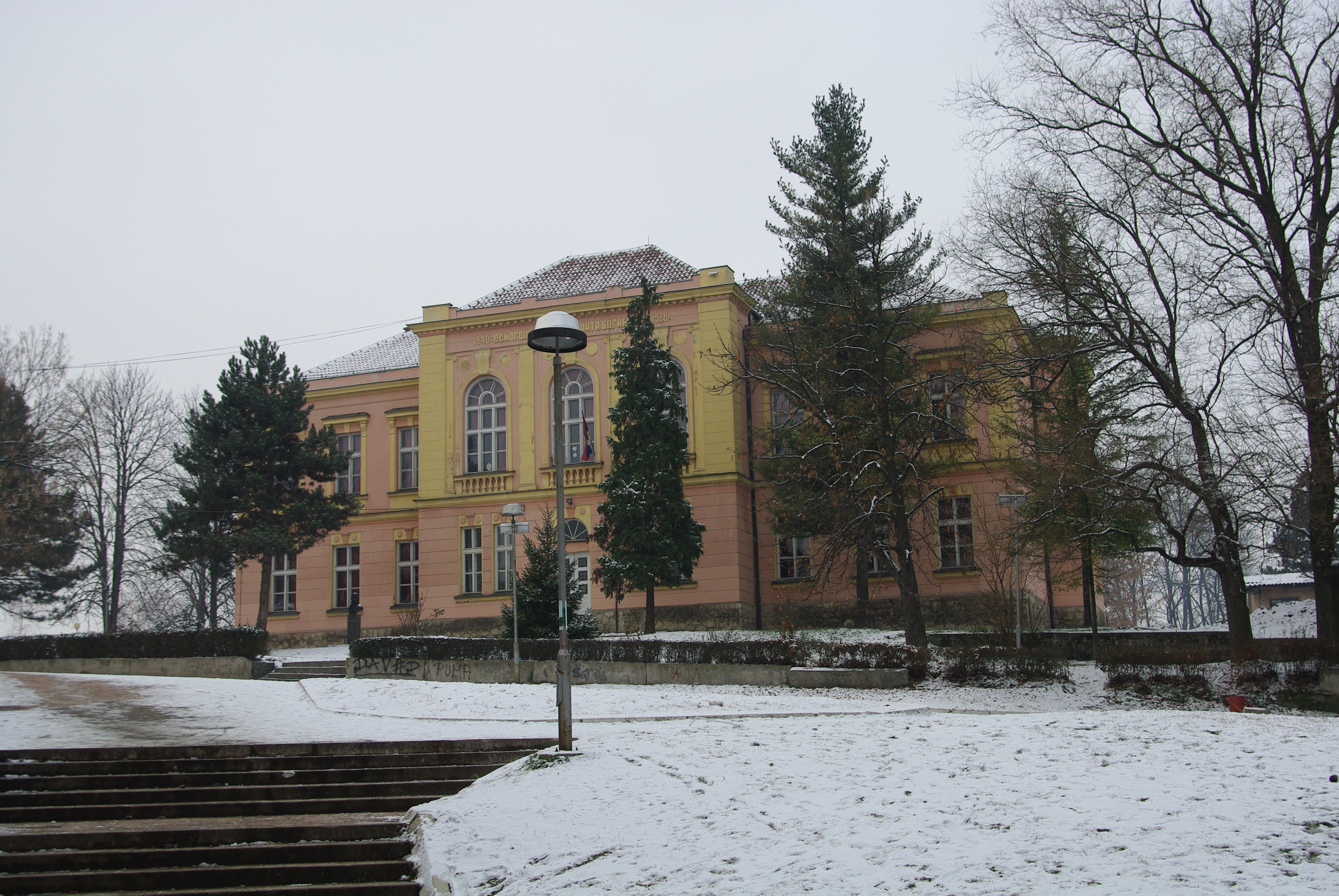
Средняя школа Анты Богишевич в Лознице
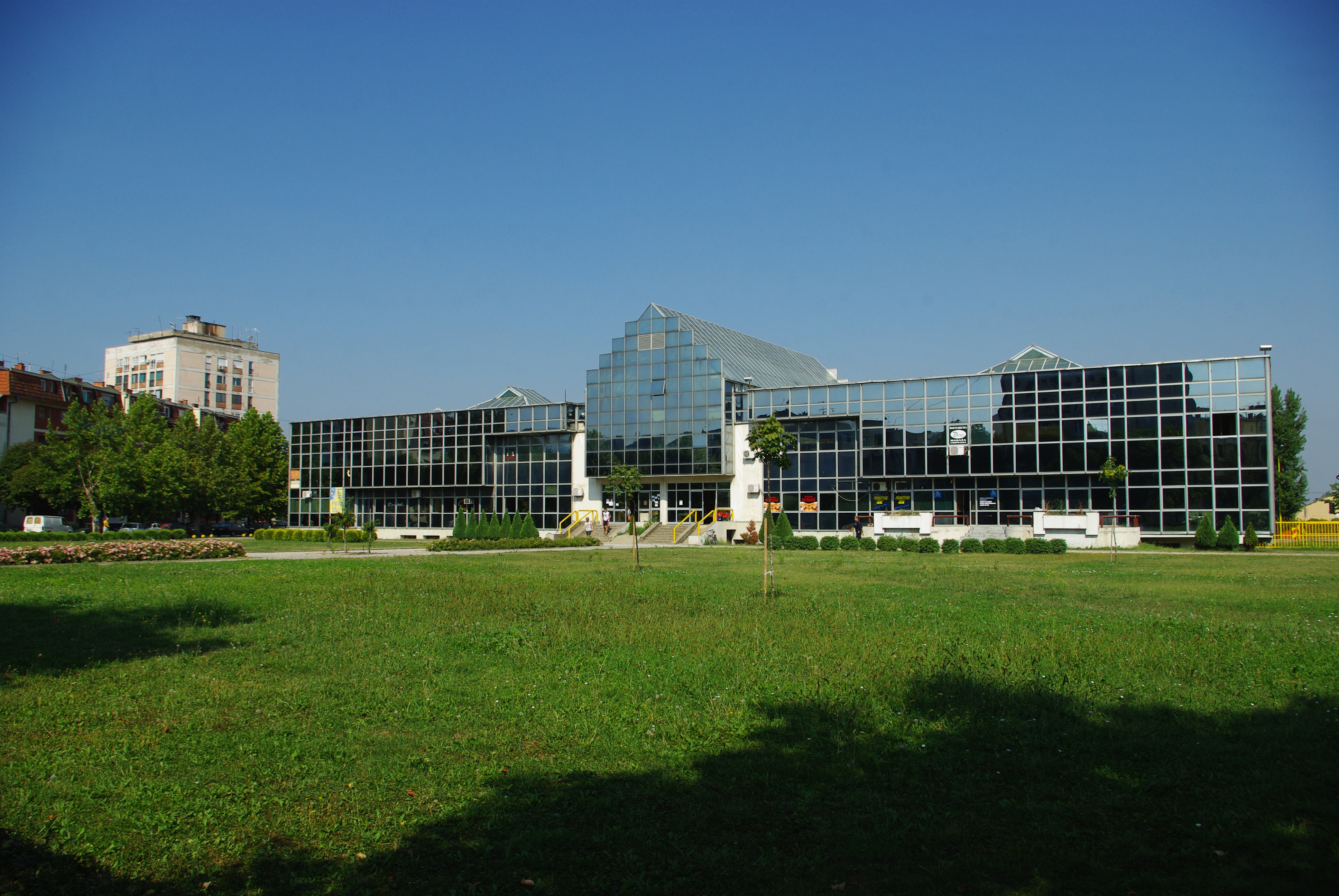
Центральный автовокзал Лозницы
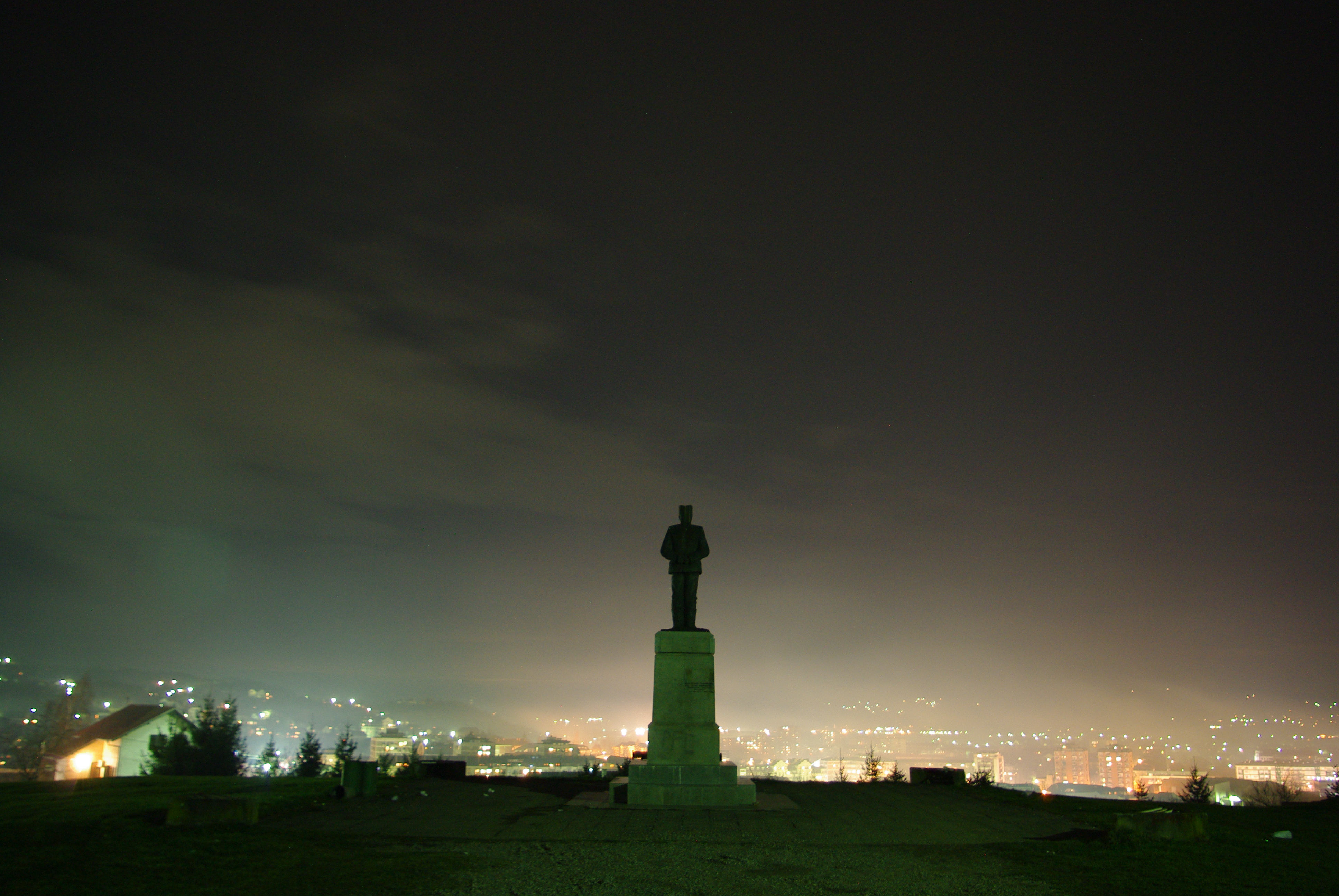
Статуя Степы Степановича